# Fuorilegge (singolo)
Fuorilegge è un singolo della cantautrice italiana Rose Villain, pubblicato il 12 febbraio 2025 come primo estratto dal terzo album in studio Radio Vega.
Il brano è stato presentato in gara durante la 75ª edizione del Festival di Sanremo, dove si è classificato al diciannovesimo posto al termine della manifestazione.

## Antefatti e descrizione
Il brano, scritto dalla stessa cantautrice, è prodotto da Andrea Ferrara, in arte Sixpm, Nicola Lazzarin, in arte Cripo, e Giorgio Pesenti, in arte Okgiorgio. Esso, avendo segnato la seconda partecipazione consecutiva dell'artista al Festival di Sanremo, è stato descritto in un'intervista in conferenza stampa:

## Promozione
Dopo la conferma della cantautrice tra i big in gara al Festival di Sanremo 2025, annunciata da Carlo Conti al TG1 il 1º dicembre 2024, il titolo del brano è stato rivelato il 18 dicembre nel corso della finale della diciottesima edizione del concorso canoro Sanremo Giovani. Dall'11 al 15 febbraio 2025, durante la settimana del festival, è stato aperto in via Carli a Sanremo il bar Cafè Villain, dedicato all'artista in gara per la seconda volta al festival.

## Accoglienza
Fuorilegge è stato accolto con recensioni generalmente negative da parte della critica specializzata.
Andrea Laffranchi del Corriere della Sera scrive che l'artista con il brano «gioca in difesa replicando il doppio binario, melodia e beat dark» del brano Click boom!, affermando che «ci voleva un colpo da ko, che non arriva». Anche Gianni Sibilla di Rockol afferma che la canzone ripropone le sonorità del brano presentato al precedente festival, impostato su «melodiche classiche che anticipano accelerazioni e strofe ritmate, a cui si aggiungono una scelta interessante ed elettronica sul ritornello», trovandolo tuttavia poco ambizioso. Filippo Ferrari di Rolling Stone Italia analizzando il testo riscontra che sul tema dei fuorilegge si citano Bonnie e Clyde, mentre si poteva contestualizzare in Italia scrivendo che «mai nessuno che canti del crac Parmalat».
In una recensione meno positiva Alvise Salerno di All Music Italia riscontra che la canzone sia una versione «rimaneggiata e corretta» di Click boom!, trovando alcune parti «identiche» e «nel complesso più debole», non apprezzando la scrittura di Abbate. Patrizio Ruviglioni di Esquire Italia non resta particolarmente colpito dal brano in cui «nelle strofe come sempre si strugge e si dispera» su sonorità impostate sulla cassa dritta. Similmente Roberta Marchetti di Today non resta colpita dal brano, sebbene ne apprezzi l'allontanamento dal rap e una maggiore cura nella vocalità. In una recensione negativa Il Mattino si domanda: «se lei ascolta davvero Almeno tu nell'universo, come canta, perché non cerca pezzi meno tormentonisti?».

## Video musicale
Il video musicale, diretto da Attilio Cusani, è stato pubblicato in concomitanza all'uscita del brano attraverso il canale YouTube della cantautrice.

## Tracce
Testi di Rosa Luini, musiche di Andrea Ferrara, Federica Abbate e Nicola Lazzarin.
1. Fuorilegge – 3:41

## Formazione
- Rose Villain – voce
- Andrea "Sixpm" Ferrara – basso, chitarra, programmazione, sintetizzatore, produzione, registrazione
- Andrea Suriani – masterizzazione, missaggio
- Nicola "Cripo" Lazzarin – programmazione, pianoforte, produzione
- Davide Rossi – archi
- Giorgio "Okgiorgio" Pesenti – programmazione, produzione

## Classifiche
| Classifica (2025) | Posizione massima |
| ----------------- | ----------------- |
| Italia            | 6                 |
| Svizzera          | 51                |

## Date di pubblicazione
| Paese  | Data             | Formato/i                    | Etichetta          | Nota   |
| ------ | ---------------- | ---------------------------- | ------------------ | ------ |
| Mondo  | 12 febbraio 2025 | Download digitale, streaming | Warner Music Italy | [ 37 ] |
| Italia | 12 febbraio 2025 | Contemporary hit radio       | Warner Music Italy | [ 5 ]  |
| Italia | 14 febbraio 2025 | 7"                           | Warner Music Italy | [ 38 ] |